# Marco Barollo
Marco Barollo (Milano, 31 luglio 1972) è un ex calciatore italiano, di ruolo centrocampista.

## Carriera

### Giocatore
Cresciuto nelle giovanili dell'Inter nella stagione 1991-1992, fa il suo esordio nel calcio professionistico con il Lecce in serie B, dove era stato mandato in prestito. Fatto ritorno a Milano, viene nuovamente ceduto in prestito alla Ternana, sempre nel torneo cadetto. Nel 1993-1994 passa nuovamente in prestito al Lecce neopromosso in A. Il suo debutto nel massimo campionato il 29 agosto 1993 in Lecce-Milan: 0-1. L'anno successivo colleziona la sua unica presenza ufficiale con la maglia dell'Inter prima di essere ceduto al Venezia. Nel 1995 viene acquistato dal Brescia. Con i lombardi disputa quattro campionati tra B ed A, poi Cesena ed Empoli. Con i toscani guidati da Silvio Baldini centra la promozione in A nella stagione 2001-2002. L'anno successivo pur facendo parte della rosa dell'Empoli non scende mai in campo, essendosi infortunato gravemente.

### Dopo il ritiro
Gestisce la scuola calcio Extra Sport, che ha fondato con Stefano Borgonovo e che è a lui intitolata, della società Vis Nova a Giussano.

## Palmarès
- Campionato italiano di Serie B: 1

Brescia: 1996-1997